# Цзян Цуйхуа
Цзян Цуйхуа (2 лютого 1975) — китайська велогонщиця.
Бронзова призерка Олімпійських Ігор 2000 року в гіті на 500 м.
Срібна призерка Чемпіонату світу з трекових велоперегонів 1999 (гіт на 500 м), 2000 (гіт на 500 м) років, бронзова призерка 2003 року в гіті на 500 м.